# Тиона (спътник)
Вижте пояснителната страница за други значения на Тиона.
Тиона е естествен спътник на Юпитер. Открит е от екипа от астрономи Скот Шепърд, Дейвид Джуит и Ян Клайн на 11 декември 2001 г. Първоначалното означение на спътника е S/2001 J 2. Спътникът носи името на богинята Тиона от древногръцката митология.
Тиона е малко по размери тяло с диаметър от 4 km и се намира на ретроградна орбита около Юпитер. Принадлежи към групата на Ананке.